# 김성욱 (야구 선수)
김성욱(金星旭, 1993년 5월 1일 ~ )은 KBO 리그 SSG 랜더스의 외야수, 지명타자이다.

## 아마추어 시절
진흥고등학교 시절 팀의 주축 타자로 성장했고, 3학년 때인 2011년 4월 20일 KIA 타이거즈 3군과의 경기에서 김진우를 상대로 솔로 홈런을 쳐 냈다. 7월에는 2011년 아시아 청소년 야구 선수권 대회의 국가대표로 선발됐다. 2012년 3라운드 9순위(전체지명 32순위)으로 지명됐다.

## NC 다이노스시절

### 2013년 시즌
8월 3일 한화 이글스와의 경기에서 첫 타석에 삼진을 당했다. 8월 8일 KIA 타이거즈와의 경기에서 대타로 나와 풀 카운트 접전 끝에 상대 투수 신창호를 상대로 데뷔 첫 안타를 끝내기 안타로 기록하며 팀의 승리를 이끌었다.

### 2014년 시즌
시즌 26경기에 출전해 1할대 타율, 4안타, 1타점을 기록했다.

#### 2014년 준플레이오프
3경기에서 주로 대수비, 대주자로 출장했다.
- 기록

| 타율  | 경기 | 타수 | 득점 | 안타 | 2루타 | 3루타 | 홈런 | 타점 | 도루 | 도실 | 볼넷 | 사구 | 삼진 | 병살 | 실책 | 비고 |
| ----- | ---- | ---- | ---- | ---- | ----- | ----- | ---- | ---- | ---- | ---- | ---- | ---- | ---- | ---- | ---- | ---- |
| 0.000 | 3    | 1    | 0    | 0    | 0     | 0     | 0    | 0    | 0    | 0    | 0    | 0    | 1    | 0    | 0    |      |

### 2015년 시즌
4월 14일 롯데 자이언츠와의 경기에서 정훈의 타구를 잡아 홈으로 송구해 손아섭을 보살로 잡았다. 또 짐 아두치의 외야 플라이 타구를 잡아서 송구해 3루 주자였던 정훈을 보살로 잡았다. 이 수비로 '4월 ADT 캡스플레이' MVP에 선정됐다.
전반기 67경기에서 타율 0.325(83타수 27안타)를 기록했다.
125경기에 출장해 182타수 47안타, 3홈런, 26타점, 32득점을 기록했다.

#### 2015년 플레이오프
3경기에서 주로 대수비, 대주자로 출장했다.
- 기록

| 타율  | 경기 | 타수 | 득점 | 안타 | 2루타 | 3루타 | 홈런 | 타점 | 도루 | 도실 | 볼넷 | 사구 | 삼진 | 병살 | 실책 | 비고 |
| ----- | ---- | ---- | ---- | ---- | ----- | ----- | ---- | ---- | ---- | ---- | ---- | ---- | ---- | ---- | ---- | ---- |
| 0.000 | 3    | 3    | 0    | 0    | 0     | 0     | 0    | 1    | 1    | 0    | 2    | 0    | 2    | 0    | 0    |      |

### 2016년 시즌
8월 7일 한화 이글스전에서 윤규진을 상대로 홈런을 쳐 냈고, 이 홈런으로 데뷔 4년 만에 두 자릿수 홈런을 기록했다.

### 2017년 시즌
시즌 124경기에 출전해 2할대 타율, 76안타, 6홈런, 41타점을 기록했다.

### 2018년 시즌
시즌 111경기에 출전해 2할대 타율, 84안타, 13홈런, 45타점을 기록했다.

### 2019년 시즌
8월 17일 SK 와이번스와의 경기에서 박종훈을 상대로 만루 홈런을 기록했다.
시즌 116경기에 출전해 2할대 타율, 66안타, 9홈런, 36타점을 기록했다.

#### 2019년 와일드카드 결정전
10월 3일 LG 트윈스와의 경기에서 3타수 1안타를 기록했다.
시즌 후 골든글러브 외야수 부문 후보에 이름을 올렸으나 수상에는 실패했다.

### 2020년 시즌
시즌 104경기에 출전해 2할대 타율, 43안타(8홈런), 32득점, 26타점을 기록했다.

#### 2020년 한국시리즈
4경기에서 주로 대수비로 출장했다.
- 기록

| 타율  | 경기 | 타수 | 득점 | 안타 | 2루타 | 3루타 | 홈런 | 루타 | 타점 | 도루 | 도실 | 볼넷 | 사구 | 삼진 | 병살 | 장타율 | 출루율 | 실책 |
| ----- | ---- | ---- | ---- | ---- | ----- | ----- | ---- | ---- | ---- | ---- | ---- | ---- | ---- | ---- | ---- | ------ | ------ | ---- |
| 0.000 | 4    | 1    | 1    | 0    | 0     | 0     | 0    | 0    | 0    | 0    | 0    | 0    | 0    | 0    | 0    | 0.000  | 0.000  | 0    |

## 상무 야구단시절
2021년에 김형준, 배재환, 최성영과 함께 입대했다.

## NC 다이노스복귀
2022년에 복귀했다.
2024년 시즌 타율 0.204 73안타(17홈런) 60타점을 기록했다.
2024년 시즌 후 FA 자격을 취득해 2년 최대 3억원(계약금 5천만원, 연봉 2억원, 옵션 5천만원)에 NC 다이노스에 잔류했다.

## SSG 랜더스시절
2025년 6월 7일 2026 신인 드래프트 4라운드 지명권과 1:1로 트레이드되어 이적하였다.

## 등번호
- '34' (2012년~2013년)
- '38' (2014년~2016년, 2024년~2025년)
- '31' (2017년~2020년)
- '0' (2021년)
- '50' (2021년)
- '25' (2023년)

## 경력

### 국가대표 경력
- 2011년 아시아 청소년 야구 선수권 대회

## 수상
- 2015년 '4월 ADT 캡스플레이' MVP

## 별명
- 에릭 테임즈가 NC 다이노스 소속이었을 때 '성욱이'가 '소고기'처럼 들린다고 해서 '소고기'라고 불린다.

## 출신 학교
- 광주서림초등학교
- 광주충장중학교
- 광주진흥고등학교

## 통산 기록
| 연도 | 팀명   | 타율  | 경기 | 타수 | 득점 | 안타 | 2루타 | 3루타 | 홈런 | 루타 | 타점 | 도루 | 도실 | 볼넷 | 사구 | 삼진 | 병살 | 실책 |
| ---- | ------ | ----- | ---- | ---- | ---- | ---- | ----- | ----- | ---- | ---- | ---- | ---- | ---- | ---- | ---- | ---- | ---- | ---- |
| 2013 | NC     | 0.250 | 4    | 4    | 0    | 1    | 0     | 0     | 0    | 1    | 1    | 0    | 0    | 0    | 0    | 2    | 0    | 0    |
| 2014 | NC     | 0.174 | 26   | 23   | 6    | 4    | 1     | 0     | 1    | 8    | 1    | 1    | 0    | 3    | 0    | 9    | 0    | 0    |
| 2015 | NC     | 0.258 | 125  | 182  | 32   | 47   | 8     | 1     | 3    | 66   | 26   | 3    | 3    | 17   | 4    | 52   | 4    | 0    |
| 2016 | NC     | 0.265 | 130  | 306  | 60   | 81   | 15    | 1     | 15   | 143  | 51   | 5    | 2    | 30   | 3    | 64   | 15   | 1    |
| 2017 | NC     | 0.247 | 124  | 308  | 60   | 76   | 18    | 4     | 6    | 120  | 31   | 10   | 4    | 24   | 9    | 59   | 4    | 0    |
| 2018 | NC     | 0.260 | 111  | 323  | 49   | 84   | 13    | 2     | 13   | 140  | 45   | 11   | 2    | 29   | 1    | 64   | 10   | 0    |
| 2019 | NC     | 0.230 | 116  | 287  | 38   | 66   | 16    | 1     | 9    | 111  | 36   | 6    | 4    | 29   | 3    | 69   | 4    | 2    |
| 2020 | NC     | 0.221 | 104  | 195  | 32   | 43   | 4     | 1     | 8    | 73   | 26   | 12   | 5    | 17   | 4    | 40   | 0    | 0    |
| 2023 | NC     | 0.223 | 93   | 179  | 28   | 40   | 10    | 0     | 6    | 68   | 16   | 6    | 1    | 16   | 5    | 63   | 7    | 0    |
| 2024 | NC     | 0.204 | 129  | 358  | 55   | 73   | 8     | 2     | 17   | 136  | 10   | 4    | 31   | 15   | 79   | 7    | 1    |      |
| 통산 | 11시즌 | 0.238 | 962  | 2165 | 360  | 515  | 93    | 12    | 78   | 866  | 233  | 64   | 25   | 196  | 44   | 501  | 51   | 4    |